# 宋时轮
宋時輪（1907年9月10日—1991年9月17日），原名际尧，别名之光，出生於湖南醴陵北乡黄村，中国共产党、中华人民共和国政治人物，副国级领导人，中國人民解放軍上将。
宋时轮早年就读于黄埔军校，红军时期出任红三十军和红二十八军的军长，参与过长征，曾有过三次入党的经历。抗日战争时期出任八路军七一六团团长和第四纵队司令员；第二次国共内战时期出任华野十纵司令员和第三野战军九兵团司令员，参与豫东战役、淮海战役、渡江战役。1950年，宋时轮率部参与朝鲜战争，指挥长津湖战役，击退美陆战一师。1955年被授予中国人民解放军上将军衔，获一级八一勋章、一级独立自由勋章和一级解放勋章。宋时轮后来担任总高级步兵学校校长、軍事科學院院长等要职。1988年被授予一级红星功勋荣誉章。

## 生平

### 早年
曾就读于醴陵县立中学。1923年冬在长沙入吴佩孚的军官教导团学习。1926年進入黃埔軍校第五期就讀，1927年1月加入中國共產黨。四一二政变后，宋时轮因共产党嫌疑在广州被捕入狱。1928年秋，宋时轮出狱后辗转香港、上海，多方寻找党组织未果，不得已于1929年初返回湖南老家，组建萍醴游击队，担任队长。1929年冬，宋时轮与党组织取得了联系，率部进入井冈山地区，被编入黄公略的工农红军第6军。当时，毛泽东曾经笑着称赞他说：“宋时轮，你也是一路诸侯呀！”
1930年春，宋时轮调任湘东南第2纵队政委，此后历任红军学校第四分校校长、红三十五军参谋长、独立第三师师长、红二十一军参谋长兼六十一师师长。在第五次反“围剿”作战中，宋时轮受伤，伤愈后到红军大学学习。一个多月后，宋时轮在劳动中与人发生争执，出言不慎，被以“破坏苏维埃政府法令，组织观念薄弱，坚持错误”及总政治部个别领导说“其二七年被捕后表现不好并有ABR嫌疑”等原因，给予宋时轮“开除其党籍3个月”的处分。之后，宋时轮參加過長征。到达陕北后，宋时轮重新入党，出任红十五军团作战科长，协助徐海东取得直罗镇战役的胜利。之后先后担任红三十军军长、红二十八军军长。

### 抗日战争时期

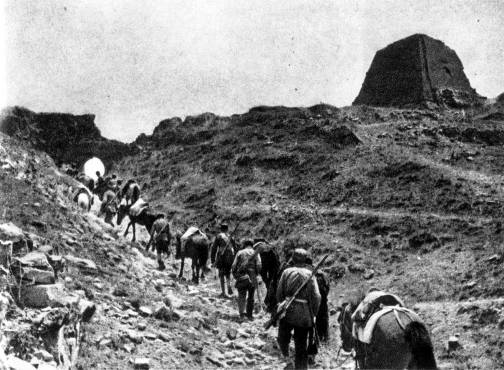
1938年6月，八路军第四纵队挺入冀东，组织参加冀东抗日武装大暴动

抗戰初期任八路軍120師358旅716團團長，率部进军雁门关以北地区开辟抗日根据地，任雁北支队支队长兼政治委员。在不到一个月的时间里，他率部连续收复数座城镇，直逼山西北部重镇大同，直接威胁了大同日军及同蒲铁路北段的日军交通，打开了雁北地区的抗日局面，使之成为华北抗战的战略支点之一，受到八路军总部的高度赞扬。
1938年5月，雁北支队与邓华支队在杜家庄合并组建八路军第4纵队，宋时轮任司令员，共五千三百兵力，挺进冀东，史称“冀东挺进军”。该部连克延庆、永宁、四海、兴隆等城镇，并配合中共冀热边特委发动和领导冀东大暴动，建立了约10万人的抗日武装，创建冀东抗日根据地；然而部队在日军、伪军的合围下，部队损失惨重，被迫西撤平西，并在撤退途中被伏击。之后中央军委充分肯定了宋时轮的功绩：“宋邓纵队深入冀东苦战数月，配合并促成地方党所领导的冀东起义，恢复冀东的中国政权，发动了群众，建立了冀东的游击区，扩大了我军在敌深远后方的政治影响，给敌人以打击，一般说来是获得了成绩的。”
1940年回延安，先后入延安马列学院和中共中央党校学习。

### 国共内战时期
1945年9月随陈毅到山东根据地工作，任津浦前线指挥部参谋长。1946年1月任北平军事调处执行部中共方面执行处处长，协助中共代表叶剑英同国民党军事代表进行谈判。期间，处置过多起突发事件，并曾险些遭国民党特务开枪刺杀。國共內戰爆發後任山东野战军参谋长，因为泗县失利撤职。之后宋时轮出任渤海军区副司令员，1947年2月担任华东野战军第十纵队司令员，第十纵队在豫东战役中阻击邱清泉部，保障了战役的顺利进行，当时国军流传：“排炮不动，必是十纵”。随后十纵参加了济南战役攻城战和淮海战役。淮海战役中，宋时轮与刘培善统一调度第7、第10、第11三个纵队阻击邱清泉、李弥等对黄百韬兵团的增援，有力保障了华野主力对黄百韬兵团的围歼。
1949年2月，出任第三野戰軍第九兵團司令員，参与渡江战役，第9兵团所属第27军率先突破国军长江防线。尔后，解放军在郎溪、广德地区包围国军溃军，宋时轮统一指挥第9、10兵团所属共7个军围攻该部，歼灭国军5个军。同年5月，宋时轮参与上海战役，攻占上海，之后兼任淞沪警备司令员。7月，第九兵团免兼淞沪警备司令部。后中央军委决定进攻台湾，第九兵团奉命做攻台准备。

### 中华人民共和国成立后

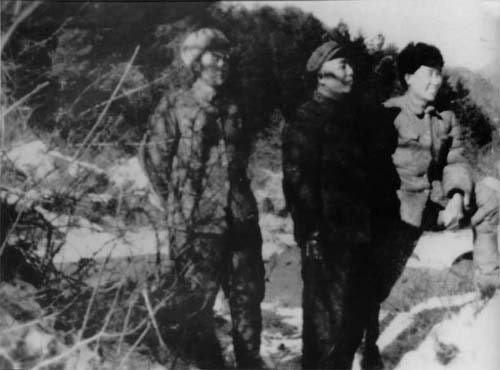
1950年，宋时轮（中）在长津湖前线

1950年朝鲜战争爆发，攻台计划搁置。1951年6月，宋时轮任中國人民志願軍副司令員兼第九兵团司令员和政治委员入朝参战，率旗下20、26、27军参与长津湖战役，中方宣稱第27军歼灭了美军第31团团部及其指挥的团级作战队，缴获其团旗；彭德怀电贺：“嘉奖第9兵团，嘉奖第27军。”最终美军和志愿军都付出了惨痛代价，志愿军将美军赶出长津湖地区。宋时轮称长津湖战役“艰苦程度超过了长征”，第九兵团需休整四个月，随后参加第五次战役、1951年夏秋防御战役。
1952年宋時輪与20、26、27军回國，第九兵团则由王建安接任司令员和政治委员。7月回国后任總高級步兵學校校長，後兼政治委員。宋時輪1955年被授予上將軍銜，曾榮獲一級八一勳章、一級獨立自由勳章、一級解放勳章。1957年11月，任軍事科學院第一副院長，並先後兼任計劃指導部、外國軍事研究部部長。
1958年5月27日-7月22日，与刘伯承、粟裕、萧克、李达、陈伯钧、钟期光等人在军委扩大会议上受到彭德怀、林彪、徐向前、聂荣臻、黄克诚等人的批判。
文革中，造反派批宋时轮为反党、反社会主义、反毛泽东思想的“三反分子”。
1972年10月，宋時輪重新出來工作，擔任軍事科學院院長，黨委第二書記、書記。1977年9月擔任中央軍委教育訓練委員會主任。1980年以后，先后担任中国大百科全书总编辑委员会副主任和军事卷编辑委员会主任、中国军事百科全书编审委员会主任。1984年2月任中央军委战史、军史编审委员会副主任委员。 著有《毛澤東軍事思想的形成及其發展》、《毛澤東軍事思想是我軍勝利的指南》、《毛澤東軍事思想初探》等重要論文、論著。1988年7月，被授予一級紅星功勳榮譽章。
宋時輪曾當選為第四、五屆全國人民代表大會代表；中国共产党第八、十屆中央候補委員，第十一屆中央委員和中央軍委委員；中華人民共和國第一、二、三屆國防委員會委員。在1982年9月的中國共產黨第十二、1987年10月的第十三次全國代表大會上，當選為中央顧問委员會委員、常務委員。1989年，在六四事件中，宋时轮反对出動軍隊实行戒严。1991年9月17日在上海逝世。

## 著作
- 《军事科学院十三年工作的回顾》、
- 《毛泽东军事思想初探》、《毛泽东军事思想的形成及其发展》、《毛泽东军事思想是我军胜利的指南》

## 家庭
- 发妻邹氏，1925年结婚，1927年离婚。生女儿宋兰英，建国后改名宋志先，意为志愿军先锋。后因摔伤未能当志愿军，成了南京铅笔厂工人。
- 妻子郑继斯，1941年结婚，建国后任三机部党委副书记，受核污染1967年病逝。生女儿宋崇实，意为崇尚实事求是。成年当小学老师。
- 继妻郑晓存，郑继新幼妹，1972年结婚，幼儿园园长。生女儿宋百一，意为父母年龄合计101岁。成年当护士。